# Ian Hunter
Ian Hunter Patterson (* 3. června 1939, Oswestry, Shropshire, Anglie, Spojené království) je anglický hudebník, známý převážně jako člen rockové skupiny Mott the Hoople.
Svou kariéru zahájil v roce 1958, kdy vystupoval se skupinou The Apex Group. Později vystupoval s několika dalšími skupinami a roku 1969 založil soubor Mott the Hoople. Se skupinou vystupoval do roku 1974. Později se vydal na sólovou dráhu, během které vydal mnoho alb. V roce 1989 nahrál společné album s Mickem Ronsonem nazvané YUI Orta. V roce 2009 a znovu o čtyři roky později odehrál několik koncertů s obnovenými Mott the Hoople. Od roku 2019 kvůli zdravotním potížím nekoncertuje, nadále však vydává alba.
V létě roku 1978 nahrál Hunter společně s Johnem Calem, Corkym Laingem a Mickem Ronsonem sedm písní, které však nikdy nevyšly. Hunter se později vyjádřil, že pokud by měly nahrávky někdy vyjít, rozhodnutí je na Johnu Caleovi.

## Sólová diskografie

### Studiová alba
- Ian Hunter (1975)
- All American Alien Boy (1976)
- Overnight Angels (1977)
- You're Never Alone with a Schizophrenic (1979)
- Short Back 'n' Sides (1981)
- All of the Good Ones Are Taken (1983)
- Yui Orta (1990) – s Mickem Ronsonem
- Dirty Laundry (1995)
- The Artful Dodger (1996)
- Once Bitten Twice Shy (2000)
- Rant (2001)
- Shrunken Heads (2007)
- Man Overboard (2009)
- When I'm President (2012)
- Fingers Crossed (2016)
- Defiance Part 1 (2023)
- Defiance Part 2: Fiction (2024)

### Koncertní alba
- Welcome to the Club (1980)
- BBC Live in Concert (1995)
- Missing in Action (2000)
- Strings Attached (DVD a CD; 2004)
- Just Another Night (DVD, 2004; americké vydání, 2005)
- The Truth, The Whole Truth, Nuthin' But The Truth (DVD a CD) (2005)
- Live in the UK 2010 (2014)
- Greatest Hits Live in London (2017)